# Réserve écologique des Caribous-de-Jourdan
La réserve écologique des Caribous-de-Jourdan est située à Val-d'Or, à 30 kilomètres au sud du centre-ville. La réserve protège une partie de l'aire d'hivernage d'un troupeau de caribous, l'une des trois hardes vivant au sud du Québec (les deux autres étant situées près des parcs nationaux des Grands-Jardins et de la Gaspésie.